# Басиани
Басен (арм. Բասեն; греч. Φασιανοί; тур. Pasinler) — исторический регион, в настоящее время часть восточной Анатолии, Турция. По одной из версий, название происходит от древних племён, называемых фазианами, упомянутых в анабазисе древнегреческого историка Ксенофонта (V—IV век до н. э.).

## История
В VIII и VII веках до н. э. провинция была частью Урарту. Во II веке до н. э. вошла в состав Великой Армении. В 384 году регион был оспорен Римом и Сасанидской империей. Персидский полководец Сенитам Хусро победил византийцев в округе Фазиане в 605/606 году. В VII веке провинция была завоевана арабским халифатом. В IX веке стала частью Багратидской Армении.
В X веке граница между Византийской империей и грузинским царством Тао-Кларджети проходила вдоль реки Арас, поэтому часть северного Басиани стала территорией грузинских Багратидов. В 1001 году, после смерти Давида III Куропалата, Басиани был унаследован византийским императором Василием II, который организовал их в Иверийскую фему со столицей в Феодосиополисе, таким образом заставив преемника грузинского царя Баграта III признать новую границу. Сын Баграта, Георг I, однако, унаследовал давние претензии на преемственность Давида. В то время как Василий II был занят своими болгарскими походами, Георгий I вторгся в Тао и Басиани в 1014 году, что привело к неудачным византийско-грузинским войнам.
В 1048 и 1049 годах турки-сельджуки под предводительством Ибрагима Инала совершили свое первое вторжение в византийский пограничный регион Иберия и разбили объединенную византийско-грузинскую армию из 50 000 человек в битве при Капетре 10 сентября 1048 года. Многие восточные византийские территории были завоеваны турками-сельджуками между 1070 и 1080 годами, но затем были освобождены грузинским царем Давидом IV.
В XIII веке, в битве при Басиани, грузины победили армию Румского султаната. Регион находился в пределах Грузинского царства и Самцхе-Саатабаго до 1545 года, когда Басиани был окончательно завоеван Османской империей.